# Conseil souverain
Les conseils souverains étaient des institutions judiciaires de la France d'Ancien Régime, similaires aux parlements. Les conseils souverains étaient des institutions destinées à juger en dernière instance (cour souveraine), instituées dans les régions conquises à partir du règne de Louis XIV et dans les colonies. Ces institutions d'assez petite taille, souvent épargnées par la vénalité des offices, appliquaient un droit local spécifique (provinces conquises) ou le droit défini par l'usage du parlement de Paris (colonies).
On trouve notamment :
- le conseil souverain d'Alsace (1657-1790) ;
- le conseil souverain d'Acadie (1670-1713) ;
- le conseil souverain de Béarn (1610-1620) ;
- le conseil souverain de Brabant (1668-1686) ;
- le conseil souverain de Cap-Français (1702-1790) ;
- le conseil souverain de Dombes (1523-1661) ;
- le conseil souverain de Guadeloupe (1664-1790)
- le conseil souverain de Martinique (1664-1820) ;
- le conseil souverain de la Nouvelle-France (1663-1760) ;
- le conseil souverain de Pondichéry (1701-1790) ;
- le conseil souverain de Port-au-Prince (1685-1790) ;
- et le conseil souverain de Roussillon (1660-1790).

On peut rattacher à cette catégorie le Conseil provincial d'Artois, qui avait une juridiction souveraine limitée, et le Conseil supérieur de la Corse (1768-1790).